# ヤングスタウン (オハイオ州)
ヤングスタウン（Youngstown）は、アメリカ合衆国オハイオ州北東部に位置する都市。同州マホニング郡の郡庁所在地で、マホニング・バレーと呼ばれる地域の中心都市である。市はクリーブランドとピッツバーグの中間点に位置し、そのいずれからも100kmほどの距離である。市の中心部にはオハイオ川の支流の1つであるマホニング川が流れている。
市名は市の創設者であるニューヨーク州出身の開拓者、ジョン・ヤングにちなんでつけられた。20世紀前半には、ヤングスタウンはクリーブランドやピッツバーグと同様に、鉄鋼生産の中心地として栄えた。しかし、1970年代に鉄鋼業が衰退に向かうと、他に主となる産業の無かったヤングスタウンの地域経済は大きな打撃を受け、市は衰退の一途をたどるようになった。また、治安の悪化や貧困といった問題も抱えるようになってきており、都市圏単位での人口停滞も顕著である。そうした中、市政府は市の再生を図るべく、市民やヤングスタウン州立大学と協同で、「ヤングスタウン2010」という都市再生計画を打ち出した。更に、2012年には国家主導による、3D印刷による新世代ソフトウェア開発拠点に抜擢されたことで、全米から大きく注目を浴びており、変革期を迎えようとしている。しかし人口減少は止まらず、2020年の国勢調査では人口60,068人と全盛期の約1/3、2010年時点と比べても10.3%減少している。
マホニング郡を中心に、北隣のトランブル郡、および北東隣のペンシルベニア州マーサー郡の3郡にまたがるヤングスタウン・ウォーレン・ボードマン都市圏は541,243人、この都市圏に南隣のコロンビアナ郡を加えたヤングスタウン・ウォーレン広域都市圏は643,120人（いずれも2020年国勢調査）の人口を抱えている。統計的には、ヤングスタウンの都市圏・広域都市圏はクリーブランドやピッツバーグの都市圏とは別個に設定されており、広域都市圏にも接してはいるものの含まれてはいないが、文化的・商業的観点からは、ヤングスタウンはクリーブランド圏やピッツバーグ圏に含めて考えられることがしばしばある。

## 歴史

### 初期
1796年、ニューヨーク州ユーティカ近郊、ホワイツタウン出身の開拓者ジョン・ヤングはこの地を測量し、その後間もなく入植地を創設した。翌1797年2月9日には、ヤングは西部保留地会社から約63km²のタウンシップを16,085ドル（当時）で購入した。ヤングは購入したタウンシップ内を流れているミル・クリークに、この地域で最初の製材所と製粉所を建設した。1802年8月19日には、ヤングスタウンは1797年創設であると公式に記録された。
今日のヤングスタウンがある地は、コネチカット州からの入植者のために確保されていたコネチカット西部保留地の一部であった。コネチカット西部保留地の首都はクリーブランドに置かれていた。この地域への初期の入植者の多くはコネチカット州からの移入者であったが、ヤングスタウンには東隣のペンシルベニア州からも少なくない数のスコットランド系・アイルランド系の移民が移入してきた。この地域への最初のヨーロッパ系定住移民はピッツバーグ出身のジェームズ・ヒルマンとその妻キャサリン・ダファーティであった。1798年頃には、ヤングスタウン地域内のミル･クリークとマホニング川の合流点近くに数家族が集まって住んでいた。

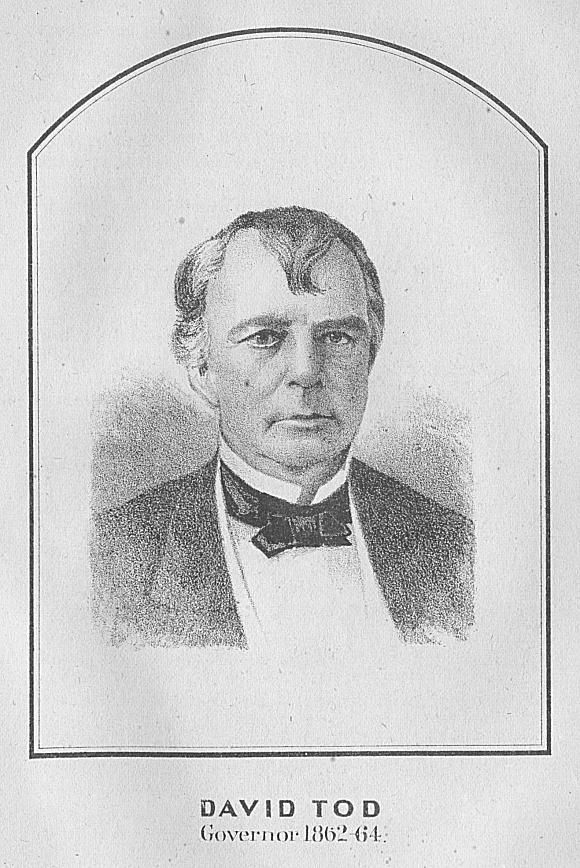
デイヴィッド・トッド

西部保留地の人口が増えるにつれて、行政区分の必要性が明らかになっていった。1800年、西部保留地の知事アーサー・セントクレアは、初代コネチカット州知事ジョナサン・トランブルの名を冠したトランブル郡を創設し、その郡庁をウォーレンに置いた。1813年には、トランブル郡がタウンシップに分割され、そのうちの1つとして後にマホニング郡の一部となるヤングスタウン・タウンシップが創設された。ヤングスタウンは1848年に正式な村となり、1867年には市に昇格した。1876年には、マホニング郡の郡庁が近郊のカンフィールドからヤングスタウンに移された。
1800年代前半にこの地域で発見された石炭資源は、後にオハイオ・アンド・エリー運河に通ずる交通路の確立へとつながった。1835年にはペンシルベニア・アンド・オハイオ運河会社が創設され、1840年にはペンシルベニア州ニューカッスルからマホニング・バレーを通り、アクロンでオハイオ・アンド・エリー運河に合流するペンシルベニア・アンド・オハイオ運河が完成した。後の南北戦争時にオハイオ州知事に就任した地元実業家デイヴィッド・トッドは、エリー湖を通る蒸気船の船主に対し、「もしもクリーブランドとヤングスタウンを結ぶ運河があれば、船の燃料となるマホニング・バレー産の石炭を補給できる」と説得した。1856年にはヤングスタウンに鉄道が開通し、その後の経済発展を促す基盤が確立された。

### 産業史

#### 鉄鋼業の成長と隆盛

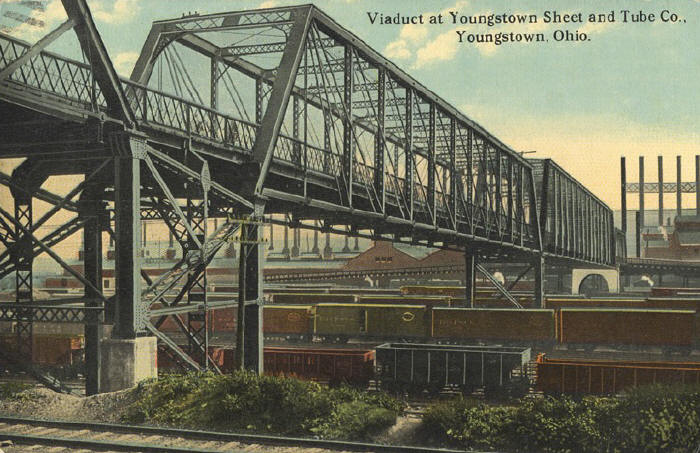
ヤングスタウン・シート・アンド・チューブ（1900年代）

木炭の原料として必要となる硬木の森林資源のみならず、石炭や鉄鉱石の埋蔵量も豊富であったヤングスタウンは、やがて鉄鋼生産の中心地として栄えていった。1803年、ジェームズ・ヒートンとダニエル・ヒートンは市の東側にこの地域の最初の溶鉱炉を建設した。また、1846年に創設されたヤングスタウン・ローリング・ミル・カンパニーなど、石炭を燃料として用いた工場も建設された。19世紀中盤頃には、ヤングスタウンにはデイヴィッド・トッドが創設したブライアー・ヒル・アイアン・アンド・コール・カンパニーをはじめ、いくつかの製鉄所が存在していた。1890年代にはこの地域の天然資源は枯渇したが、その頃には既に鉄道交通の発達によって石炭や鉄鉱石が周辺諸州から継続的に供給されるようになっていたため、ヤングスタウンにおける鉄鋼業は成長し続けた。

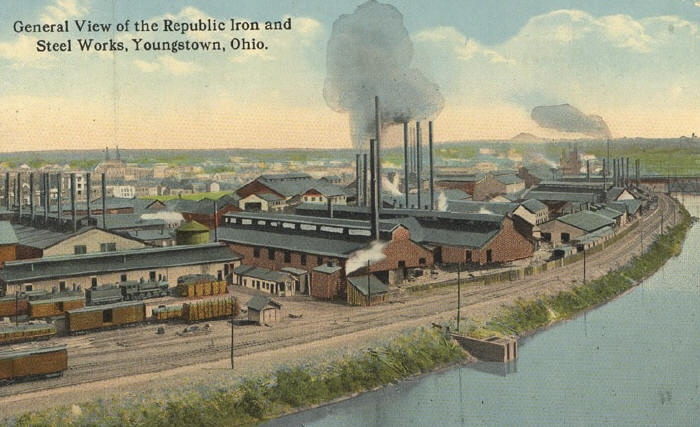
リパブリック・スチール（1900年代）

20世紀に入ると、全米的に事業を展開する企業がマホニング・バレーに置かれていくようになった産業統合への動きの中で、地元実業家は鉄鋼業に参入していくようになった。1901年には、ヤングスタウンにおける主要な製鉄会社であったナショナル・スチール・カンパニーがカーネギー・スチール・カンパニーやフェデラル・スチール・カンパニーと統合され、USスチールが設立された。しかし、地元の投資家はその前年、1900年に既にこの地域における産業界の所有権を確立していた。地元実業家のジョージ・D・ウィックとジェームズ・A・キャンベルは、1900年にヤングスタウン・シート・アンド・チューブ・カンパニーを設立した。ヤングスタウン・シート・アンド・チューブはやがて全米有数の製鉄会社へと成長していった。1923年には、ヤングスタウン・シート・アンド・チューブはシカゴのサウス・シカゴ地区とインディアナ州イーストシカゴの2ヶ所の工場を獲得し、事業を大幅に拡大した。1931年には、ヤングスタウン・シート・アンド・チューブはベスレヘム・スチールと合併し、全米第2の製鉄会社になろうとした。しかし、ベスレヘム・スチールの体質強化を恐れたリパブリック・スチールの創設者サイラス・S・イートンの金銭的支援によって、他の地元実業家はこの動きを制止した。

#### リトル・スチール・ストライキ
1937年、ヤングスタウンは「リトル・スチール・ストライキ」と呼ばれる、鉄鋼労働組合が中小鉄鋼会社における労使契約の合意事項を確保するために起こしたストライキの主舞台となった。このストライキにはリパブリック・スチール、ベスレヘム・スチール、ヤングスタウン・シート・アンド・チューブ、ナショナル・スチール・コーポレーション（USスチールに統合されたナショナル・スチール・カンパニーとは別の会社）、インランド・スチール、アメリカン・ローリング・ミルズなどが参加した。この労働組合の創設者の1人であったガス・ホールは、ヤングスタウンやウォーレンでこのストライキを主導した。同年6月21日には、ストライキ関連の暴力沙汰で死者2名、負傷者42名を出した。
ヤングスタウンのみならず、遠くシカゴにも及んだこうした暴力的なエピソードがあったにもかかわらず、リトル・スチール・ストライキはアメリカ合衆国における労働運動の歴史の転換点となった。歴史家ウィリアム・ローソンは、このストライキについて、「労働組合をそれまでの基本的に地方的で非効率な組織から、全てを取り巻く、全国的な集団交渉におけるアメリカ合衆国の労働者の代表へと変貌させたものであった」との見解を示している。このストライキの記念碑は、ヤングスタウン産業・労働史センター（後述）の敷地内に立てられている。

#### 鉄鋼業の衰退と地域経済への打撃

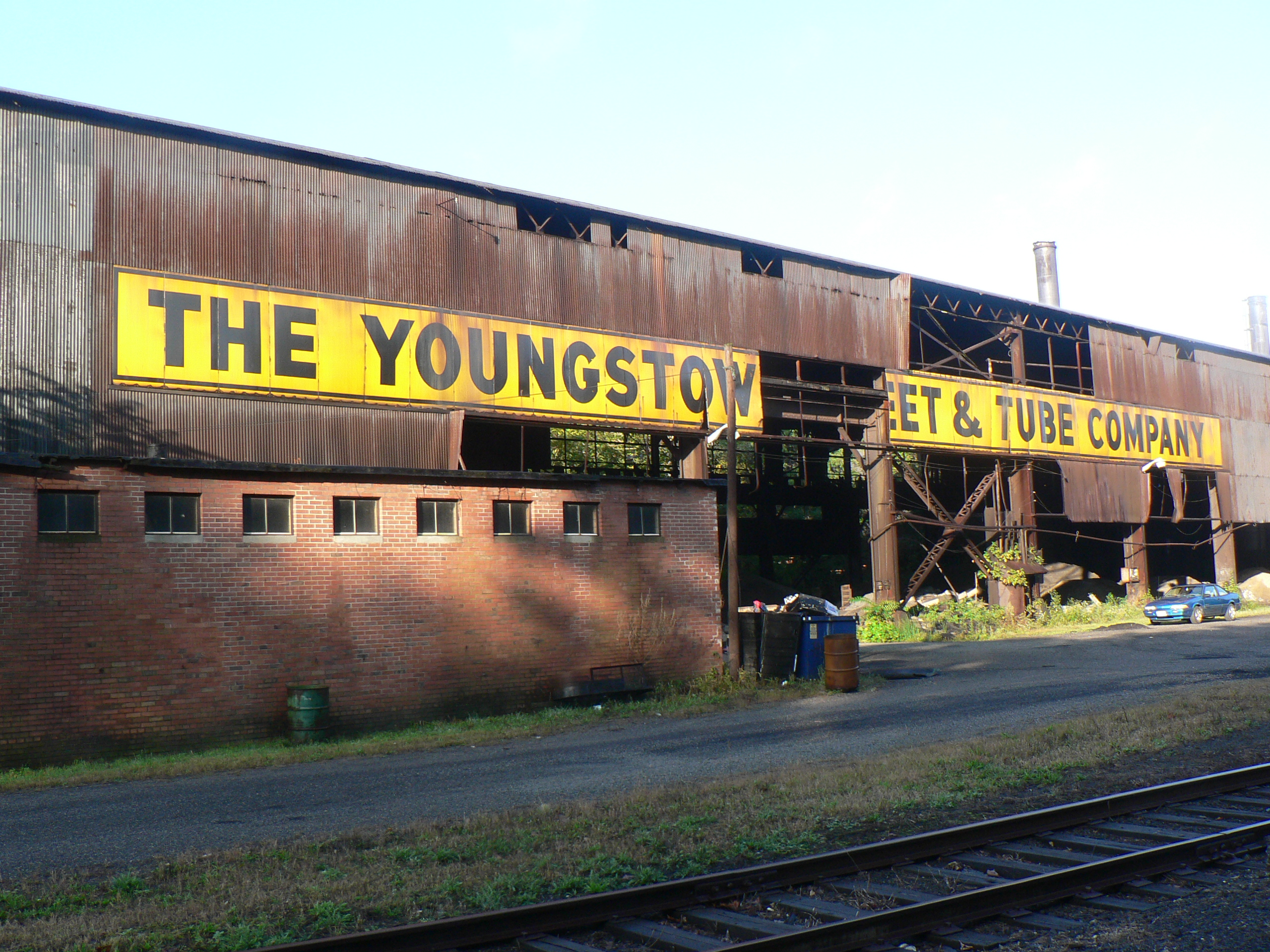
荒廃したヤングスタウン・シート・アンド・チューブの施設跡

1920年代から1960年代にかけては、ヤングスタウン市内にはリパブリック・スチールやU.S.スチールなど大手の製鉄会社のものを含む数多くの溶鉱炉や鋳造所が建ち並び、市は重要な工業の中心地となっていた。しかし、シカゴ、ピッツバーグ、クリーブランド、アクロンなど、より規模の大きい工業都市とは異なり、その頃のヤングスタウンの産業構造は多角化することはなく、地域経済は鉄鋼業に大きく依存していた。そのため、ヤングスタウンは1970年代の全米的な経済構造の変化についていくことができず、市内の工場は数多く閉鎖に追い込まれ、その穴を埋める産業がほとんどないままで取り残された。
1969年の、ニューオーリンズに本社を置く造船会社ライクス・コーポレーションによるヤングスタウン・シート・アンド・チューブの買収は、この地域における鉄鋼業が終焉へと向かう転換点となった。この合併により、ヤングスタウン・シート・アンド・チューブは何十万ドルもの債務を負い、経営拠点もマホニング・バレーの外に置かれることになった。1977年9月19日、ヤングスタウン・シート・アンド・チューブはこの地域における操業の大部分を停止し、77年の歴史に幕を閉じた。地元住民の間では「ブラック・マンデー」と呼ばれ、記憶に残ることとなったヤングスタウン・シート・アンド・チューブの閉鎖は、この地域における鉄鋼業の「死」の凶兆となった。これに続くように、1979年から1980年にかけてUSスチールがヤングスタウンから撤退し、1984年にはリパブリック・スチールが破産し、LTV傘下のジョーンズ・アンド・ロックリン・スチールと合併してLTVスチールとなり、創業の地であるヤングスタウンを離れた。
地域の鉄鋼業再生への試みもなされたが、成功することはなかった。ヤングスタウン・シート・アンド・チューブが閉鎖された直後、地元の宗教指導者、鉄鋼労働者、運動家は、南東郊のキャンベルに残された同社の廃工場を買い取り、再生させる草の根プロジェクトに共同で参加した。しかし、そのプロジェクトは1979年4月に失敗に終わった。

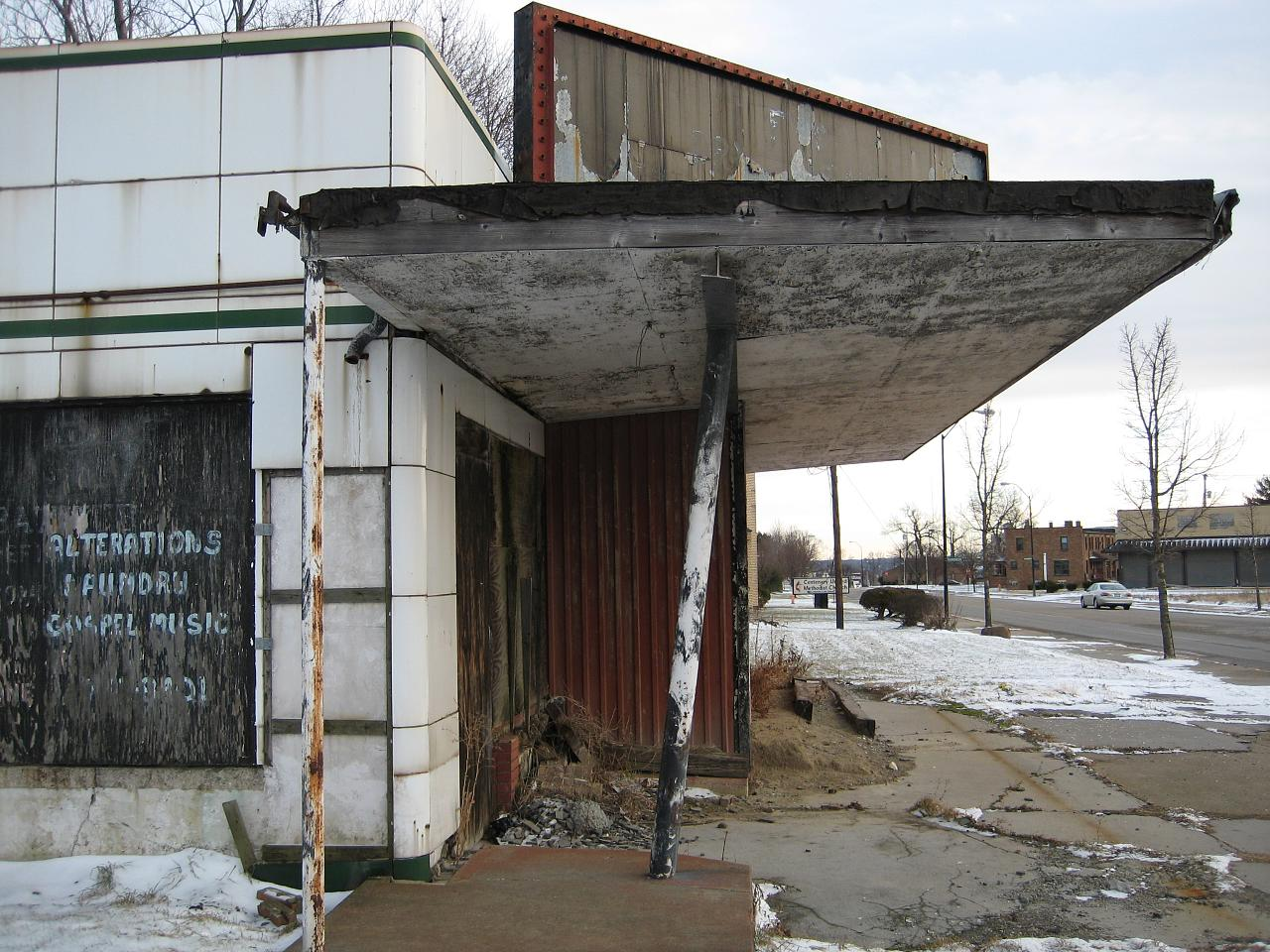
テナントが入らないまま放置されているヤングスタウン市内の店舗

鉄鋼業の衰退はヤングスタウン市内の商業にも影響を与えた。1900年代初頭から1970年代中盤にかけては、ヤングスタウンはマホニング・バレーにおける小売業の中心地であった。かつては、ダウンタウンにはヤングスタウン創業のストラウス・ハーシュバーグス（現在はメイシーズの一部）、およびマクケルビーズ（現在はディラーズの一部）という2つの代表的な百貨店があった。市の目抜き通りであるウェスト・フェデラル・ストリートには各種専門店が軒を連ねていた。また、ダウンタウンにはパレス・シアター、ワーナー・ブラザース・ファースト・シアター、ステート・シアター、パラマウント・シアターという4つの映画館もあった。しかし、これらの映画館は1950年代から1970年代にかけて、徐々に客足が遠のいていき、やがて閉館に追い込まれた。さらに、1970年代初頭に完成した、南郊のボードマンのサザン・パーク・モール、および北西郊のナイルズのイーストウッド・モールという2つの大型ショッピングモールの開店により、ダウンタウンに残っていた店舗は相次いで閉店や移転に追い込まれた。そこに追い討ちをかけたのが1970年代終わり頃の地元鉄鋼業の崩壊であった。1980年代から1990年代にかけて、市の商業を再生させようという試みもなされてきたが、全て失敗に終わった。
製鉄会社の閉鎖・移転の余波により、この地域では約40,000人の製造業従事者が職を失い、約400社の関連企業が倒産・閉鎖に追い込まれ、個人所得の合計額は4億1400万ドル減少し、学校用の税収は33-75%減少した。ヤングスタウンは今もなお、その傷跡から完全に立ち直ってはいない。
ブルース・スプリングスティーンが1995年にリリースしたアルバム、「ザ・ゴースト・オブ・トム・ジョード」に収録されている「ヤングスタウン」というバラード曲では、ヤングスタウンにおける鉄鋼業の衰退と、地元労働者に降りかかった影響が歌われている。スプリングスティーンはこのアルバムをリリースした直後に行ったコンサートツアー、「ゴースト・オブ・トム・ジョード・ツアー」の行程にヤングスタウンでの公演を入れた。スタンボーグ講堂（後述）で行われたこの公演は満席になった。

#### ポスト鉄鋼時代の地域経済
鉄鋼業隆盛の時代の面影はないものの、ヤングスタウンでは1970年代以降もなお細々と鉄鋼・金属産業が続けられている。その一方で、都市圏内に立地している自動車工場の存在によって、1970年代の鉄鋼業の衰退による地域経済へのダメージは若干和らいでいる。この地域における主要な自動車工場としては、1964年に北西郊のローズタウンに建てられたゼネラルモーターズのローズタウン工場が挙げられる。創設以来、鉄鋼業に代わってヤングスタウン・ウォーレン地域の経済と雇用を支えてきたこの工場では、シボレー・インパラ、ベガ、キャバリエ、コバルトが生産されてきた。また、1980年代後期には、アヴァンティがヤングスタウン市内のアルバート・ストリートに立地していた工場で生産されていた。しかし、アヴァンティを生産していた会社はこの地に長く留まることはなく、わずか数年で他地域へ移転した。
また、2000年代に入って、ヤングスタウンのダウンタウンでは新しい産業が生まれてきている。ダウンタウンの中心に立地するインキュベーター、ヤングスタウン・ビジネス・インキュベーターは、技術系ベンチャー企業にオフィス、備品、ユーティリティを提供し、起業を支援してきた。このインキュベーターの支援を受けた企業の中には、既に認知度を得て、現在のスペースでは追いつかないほどの成長を遂げている企業もある。こうした企業の例としては、2007年のインク・マガジンの調査で、全米のソフトウェア業界で1位、全米の全産業でも18位の成長率を記録したターニング・テクノロジーズが挙げられる。こうした企業をダウンタウンに留めるべく、拡張スペースを確保するため、ヤングスタウン・ビジネス・インキュベーターはダウンタウンに建ち並ぶ空きビルを取り壊すことに合意している。2006年には、このプロジェクトに対し、国から200万ドルの補助金が出た。

#### 3D印刷技術の先端都市へ
そんな中で、2012年には国家主導の3D印刷による新世代ソフトウェアの研究開発施設、National Additive Manufacturing Innovation Institute（NAMII）の拠点として選ばれたことで、大きく全米の注目を浴びている。これはヤングスタウン州立大学などと連携し優れた技術者を育成、将来的に同市を3D印刷による新世代ソフトウェア開発技術の一大拠点として発展させるとともに、衰退著しかった同市の再生も睨んでいる（これは、衰退都市再生のモデル事業としての意味も持っているため）。この事業は既に始まっており、同市近郊の出身であったシーメンスCEOが研究開発の資金として、ヤングスタウン州立大学に約400万ドルを寄附するなど官民一体となった動きが盛んである。また、廃墟同然であった工業団地の一帯がソフトウェア、素材工場として稼働、新たなベンチャー企業も生まれ、そして新たな雇用を生み出し、2014年には更に新たに15の施設が設けられるようになった。その結果、2008年には17％に上っていた全米屈指の失業率は2014年で7.2％まで減少しており、それに伴い貧困に端を発する犯罪率も大幅に減少している。また、物価、生活費の安さなどから、他地方から新たに移り住む人も見られるようになり、住宅リフォームも盛んに起こっており、古い市街地にも人口が戻ってきた。それまで5年間で平均5％以上の減少率を見せていた市域人口も2010年から2015年の人口減少率はかなり下がっており、下げ止まりの兆しも見せている。また、ラストベルトの象徴として、ドナルド・トランプの政策に対し高い期待を寄せていたことで、新政権発足時以降、突発的ながら市内で好景気が起こり、雇用機会も増大した。しかし、その一方で、労働力人口の低い就労意欲や後に発覚した高い薬物依存率が浮き彫りになっており、まだまだ問題も山積している。

### 再開発

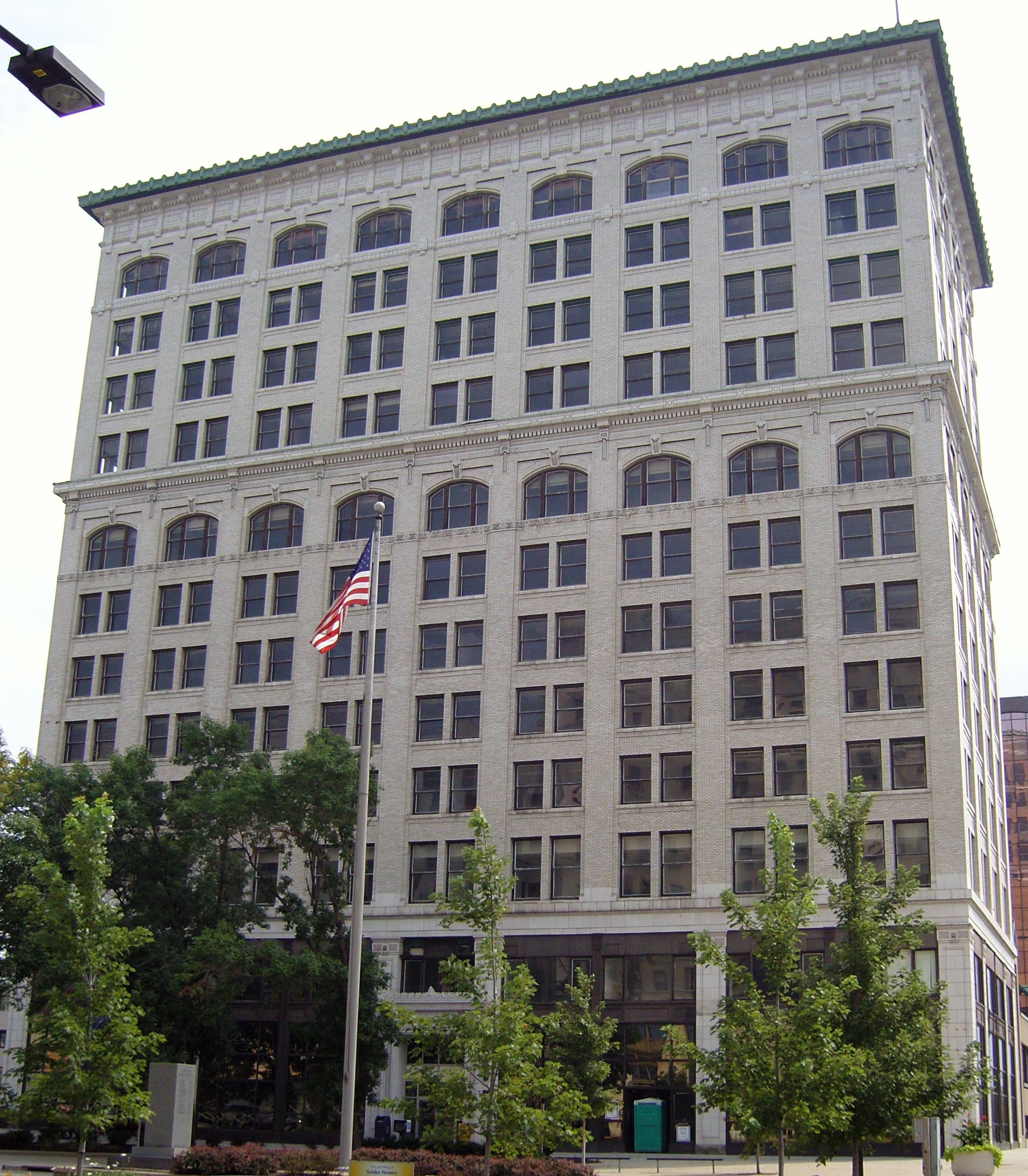
1906年に建てられ、ヤングスタウン・チューブ・アンド・シートが本社を置いていたスタンボーグ・ビルディング。ヤングスタウンではこうした高層の建物でも、街が栄えていた頃の古いものが多いが、再開発も進んできている。

ヤングスタウンの都市概観には近現代的な建物はあまりなく、ある角度からは、ダウンタウンは1960年代以降あまり変わっていないように見える。しかし、ダウンタウンではある程度、新しい建物の建設が行われてきている。また、ダウンタウンでは構造的に危険性のある建物が取り壊される一方で、既存の建物の増築や修復も行われてきている。不動産価格が安いことに加え、ヤングスタウン中央地域改良会社の努力によって、長い間放置されてきたダウンタウンのビルが数多く市外の投資家に買い取られ、修復され、各種専門店、レストラン、コンドミニアムなどに姿を変えている。
2004年には住宅都市開発省の補助によって、荒廃したウェストレイク・テラスという公共住宅を取り壊し、跡地にアーリントン・ハイツという高級住宅地の建設が始められた。この開発の結果、この地域は高齢者用住宅、賃貸タウンハウス、1家族用の分譲住宅が建ち並ぶ住宅街へと変貌した。2005年には、歩行者用の広場を造るために自動車の通行が止められていたダウンタウンの目抜き通り、フェデラル・ストリートが車道に戻された。2006年には、ウィック・ネイバーズという非営利団体によって、ヤングスタウン州立大学の東に隣接するスモーキー・ホロウ地区の再生が始められた。2億5000万ドルの予算を見積もっているこのニューアーバニズム的な再開発計画では、最終的には住宅400棟、学生用住居、小売店用店舗スペース、およびセントラル・パークという公園が建設される予定になっている。

#### ヤングスタウン2010
市政府は市民やヤングスタウン州立大学と協同で、「ヤングスタウン2010」という都市再生計画を打ち出している。ヤングスタウン2010の目標としては、「よりコンパクトな、より緑の多い、より清潔な、既存の資源を効率的に用い、文化施設やビジネス上の優位性に投資する」市を創ることが掲げられている。2005年1月には、公聴会を重ねて市民の声を反映させた上で創られたマスタープランが発表された。全米から注目を集めているこの再生計画は、他の都市圏が都市中心部の人口減少に対して講じている策とも一致している。

## 地理

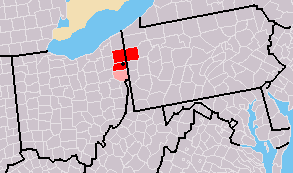
ヤングスタウン・ウォーレン広域都市圏
赤: ヤングスタウン・ウォーレン・ボードマン都市圏
ローズ: セーラム小都市圏
黒点: ヤングスタウン市

ヤングスタウンは北緯41度5分47秒 西経80度38分57秒 / 北緯41.09639度 西経80.64917度に位置している。市はクリーブランドからは南東へ約105km、アクロンからは東へ約75km、ピッツバーグからは北西へ約100kmに位置する。また、市の中心部からペンシルベニア州境までは東へ約16kmである。市の標高は259mである。
アメリカ合衆国統計局によると、ヤングスタウン市は総面積88.7km²（34.2mi²）である。そのうち87.8km²（33.9mi²）が陸地で0.9km²（0.3mi²）が水域である。総面積の1.02%が水域になっている。市域の大部分はマホニング郡内に収まっているが、市北部の一部分がトランブル郡にかかっている。ヤングスタウン・ウォーレン・ボードマン都市圏はマホニング郡を中心に、トランブル郡、およびペンシルベニア州マーサー郡の3郡にまたがっている。ヤングスタウン・ウォーレン広域都市圏はこの都市圏にセーラム小都市圏（コロンビアナ郡）を加えた4郡からなっている。ヤングスタウンの広域都市圏はクリーブランド・アクロン・カントン、ピッツバーグ・ニューカッスル・ウィアトンの両方の広域都市圏に接している。
ヤングスタウンはアルゲイニー台地上のマホニング・バレーと呼ばれる地域に位置している。この地域は最終氷期において氷河に覆われ、侵食されたため、アルゲイニー台地の中でも比較的なだらかな地形となっている。現在の市の中心部を流れるマホニング川はこうしてできた平地に谷を刻んだ。また、氷河によって形成され、小川をせき止めていた湖はやがて干上がり、肥沃な土地が残された。

### 気候
ヤングスタウンの気候は涼しい夏と寒い冬に特徴付けられる。夏季でも30℃に達することはほとんどなく、最も暑い7月でも平均気温は21.4℃、最高気温の月平均でも27.4℃である。冬季は晴れる日が少なく、気温が氷点下に下がる日が続く。最も寒い1月の平均気温は-3.4℃、最低気温の月平均は-7.2℃、最高気温の月平均でも0.3℃である。また、冬のエリー湖南岸は大雪地帯として知られているが、ヤングスタウンはエリー湖から離れているにもかかわらず、湖岸のクリーブランドやエリーなどと同様、冬季の降雪量は多い。12月から3月までの間は月間28-42cmの雪が降り、年間降雪量は160cmに達する。降水量は1年を通じてほぼ一定しており、年間降水量は990mmほどである。ケッペンの気候区分では、ヤングスタウンは亜寒帯湿潤気候（Dfb）に属する。
|               | 1月  | 2月  | 3月  | 4月  | 5月  | 6月  | 7月   | 8月  | 9月  | 10月 | 11月 | 12月 | 年    |
| ------------- | ---- | ---- | ---- | ---- | ---- | ---- | ----- | ---- | ---- | ---- | ---- | ---- | ----- |
| 平均気温（℃） | -3.4 | -2.0 | 2.6  | 9.2  | 14.3 | 19.1 | 21.4  | 20.6 | 16.6 | 10.6 | 5.2  | -0.9 | 9.5   |
| 降水量（mm）  | 66.0 | 55.9 | 73.7 | 86.4 | 96.5 | 99.1 | 109.2 | 81.3 | 96.5 | 71.1 | 81.3 | 76.2 | 993.2 |
| 降雪量（cm）  | 42.2 | 32.5 | 27.7 | 7.6  | -    | -    | -     | -    | -    | 2.0  | 9.1  | 38.1 | 159.2 |

## 政治
ヤングスタウンは市長制を採っている。市の条例により、市長の任期は4年で、連続2期（8年）が上限と定められている。市長の被選挙権は、ヤングスタウン市内に選挙権有権者として5年以上居住している30歳以上の者に与えられている。地元の労働組合が民主党を支持しているため、1920年代以降、ヤングスタウンは民主党系の市長を選出する傾向がある。
市議会は市議会議長と市議員7名の計8名で構成されている。市は7つの選挙区に分けられ、それぞれの選挙区から1名ずつの市議員が選出される。市議会議長は市議員とは別個に、全市での選挙により選出される。市議員の被選挙権は立候補する選挙区に選挙権有権者として居住している21歳以上の者に与えられている。一方、市議会議長の被選挙権は市長と同様、ヤングスタウン市内に選挙権有権者として5年以上居住している30歳以上の者に与えられている。市議会議長、市議員とも市長と同様、任期は4年で、連続2期が上限と定められている。
管理委員会はヤングスタウン市域内における公共事業を監督する責務を負い、配下にヤングスタウン市警察、ヤングスタウン消防局、公園局、市民サービス局、コミュニティ開発局、保健局、都市計画局、水道局を置いている。財務局は市の財政に関する事項全般に責任を負い、経済開発局と所得税局をその配下に置いている。公共事業局の配下には技術、建造物監視、建築・土木、信号・標識、取り壊し・住宅、ごみ・リサイクル、下水処理を担当する各局が置かれており、公共事業局はこれらの各局に対する監督責任を負っている。法務局は市の法的問題を取り扱い、市の各局に対して法務カウンセラー的な役割を果たす。

## 治安

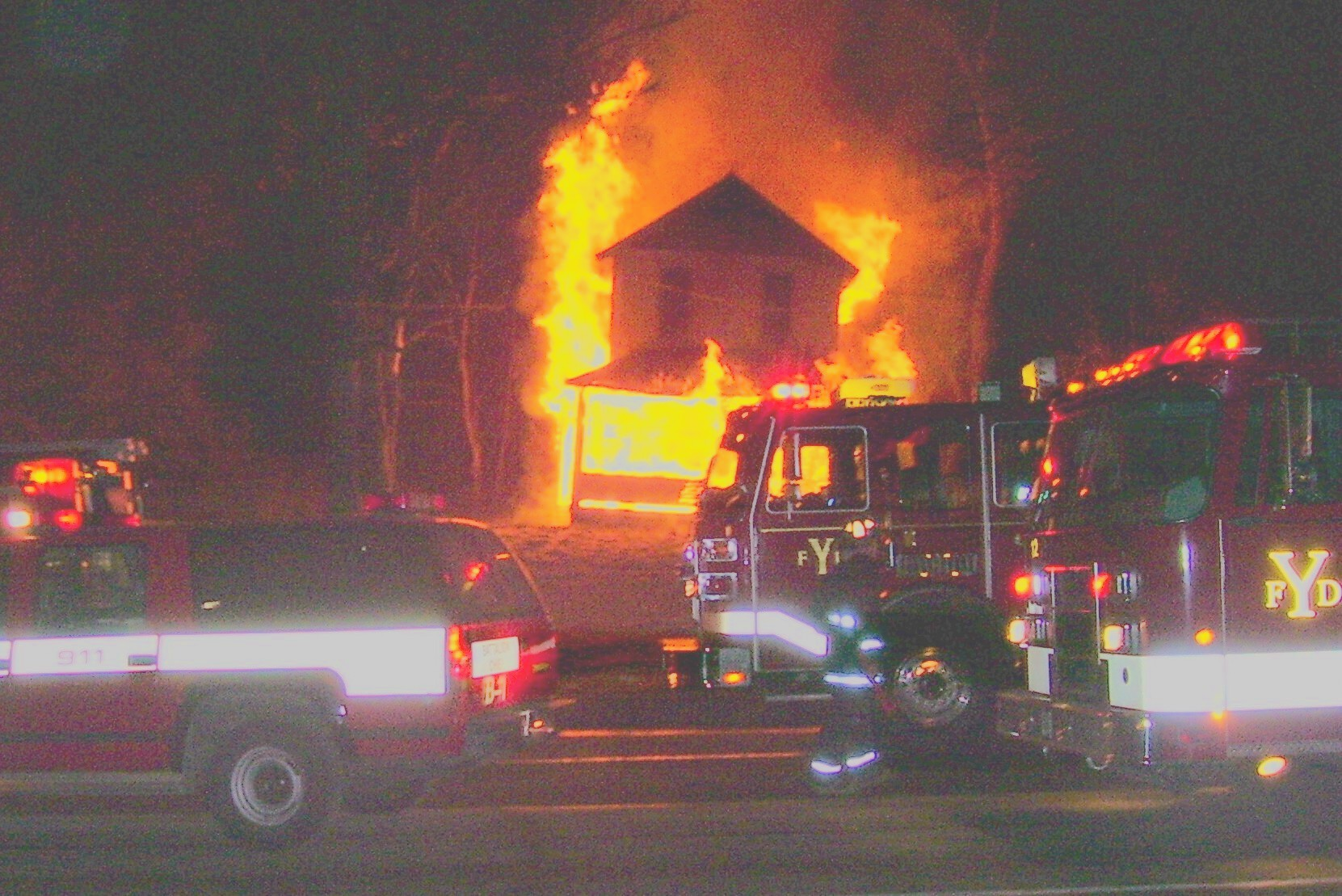
放火による被害を受けたヤングスタウン市内の家屋

1950年代後期から1960年代初頭にかけて、ヤングスタウンはギャングによる殺人の多発都市として全米的に知られていた。地元のギャングはしばしば自動車に爆弾を仕掛けて殺害するという事件を起こしていた。そのため、ヤングスタウンは「殺人の街」と呼ばれ、地元では自動車に爆弾を仕掛けて暗殺することを指してYoungstown tune-upというスラングがよく用いられていた。こうした芳しくないイメージは、ヤングスタウンの都市圏内に5ヶ所の刑務所が立地しているという事実が広く報じられたことによって強まった。
ギャング絡みや麻薬絡みの暴力犯罪の増加を重く見た市政府は、ヤングスタウンの市街地に警官を増員した。また、交通法規の施行や逮捕状の発行と並行して、ヤングスタウン市警察・オハイオ州警察は凶悪犯罪者を逮捕してきた。さらに、ヤングスタウンと同様、かつての鉄鋼の街で、犯罪発生率の高さに悩むインディアナ州ゲーリー市の警察と協力し、互いの街を視察して共に犯罪撲滅策を考えるという取り組みもなされている。
しかし、こうした努力にもかかわらず、ヤングスタウンの犯罪発生率、特に殺人発生率は依然として高い。連邦捜査局（FBI）による2007年のデータでは、ヤングスタウンの殺人発生率は人口100,000人あたり51.5件で、デトロイト（45.8件）やクリーブランド（20.5件）よりも高く、全米平均の7倍以上の数値となっていた。また、FBIの2007年のデータを基にした、モーガン・クイットノー社による2008年のレポートでは、ヤングスタウンは全米の人口75,000人以上の都市の中で15番目に危険な都市であると報じられた。

## 交通

クリーブランド・アクロン・ヤングスタウン周辺の州間高速道路地図。緑色はオハイオ・ターンパイク。

ヤングスタウン都市圏の空の玄関口となる空港は市の北約19km、トランブル郡に立地するヤングスタウン・ウォーレン地域空港（IATA: YNG）である。しかし、この空港にはアレジャイアント航空しか就航しておらず、就航路線もセントピーターズバーグ・クリアウォーターとプンタゴルダへの2路線のみである。より規模の大きく、就航路線数・便数の多い空港としては、西北西へ約120km（車で約1時間20分）に立地し、フロンティア航空のハブ空港であるクリーブランド・ホプキンス国際空港や、南南東へ約90km（車で約1時間）に立地するピッツバーグ国際空港が挙げられる。
ヤングスタウンの西では2本の州間高速道路、I-76とI-80が交わる。オハイオ・ターンパイクはこのジャンクションを境に北西へはI-80、南東へはI-76へと変わる。この有料道路は北西へはクリーブランドの南をバイパスしてトレド方面へ、また南東へはペンシルベニア州境を越えるとペンシルベニア・ターンパイクにつながり、ピッツバーグの北東をバイパスしてハリスバーグやフィラデルフィアへと向かう。一方、このジャンクション以西のI-76と以東のI-80は無料である。I-76の無料区間はアクロンを通り、クリーブランド・コロンバス・シンシナティ・ルイビルを結ぶI-71へとつながる。ヤングスタウン市内には、I-80の支線であるI-680が通っている。
ヤングスタウン市内の公共交通は、マホニング郡の固定資産税と消費税を財源として運営されている、西部保留地交通局（Western Reserve Transit Authority、WRTA）の運行する路線バス網によってまかなわれている。WRTAのバス網はヤングスタウン市内のみならず、市に隣接する地域も広くカバーしている。WRTAのメインターミナルはダウンタウンに立地し、グレイハウンドのバスターミナルを兼ねている。
ヤングスタウンのダウンタウンには、かつてのボルチモア・アンド・オハイオ鉄道の駅も残されている。1905年に建設されたこの歴史的な駅舎は改装され、現在では宴会場として使われている。

## 教育

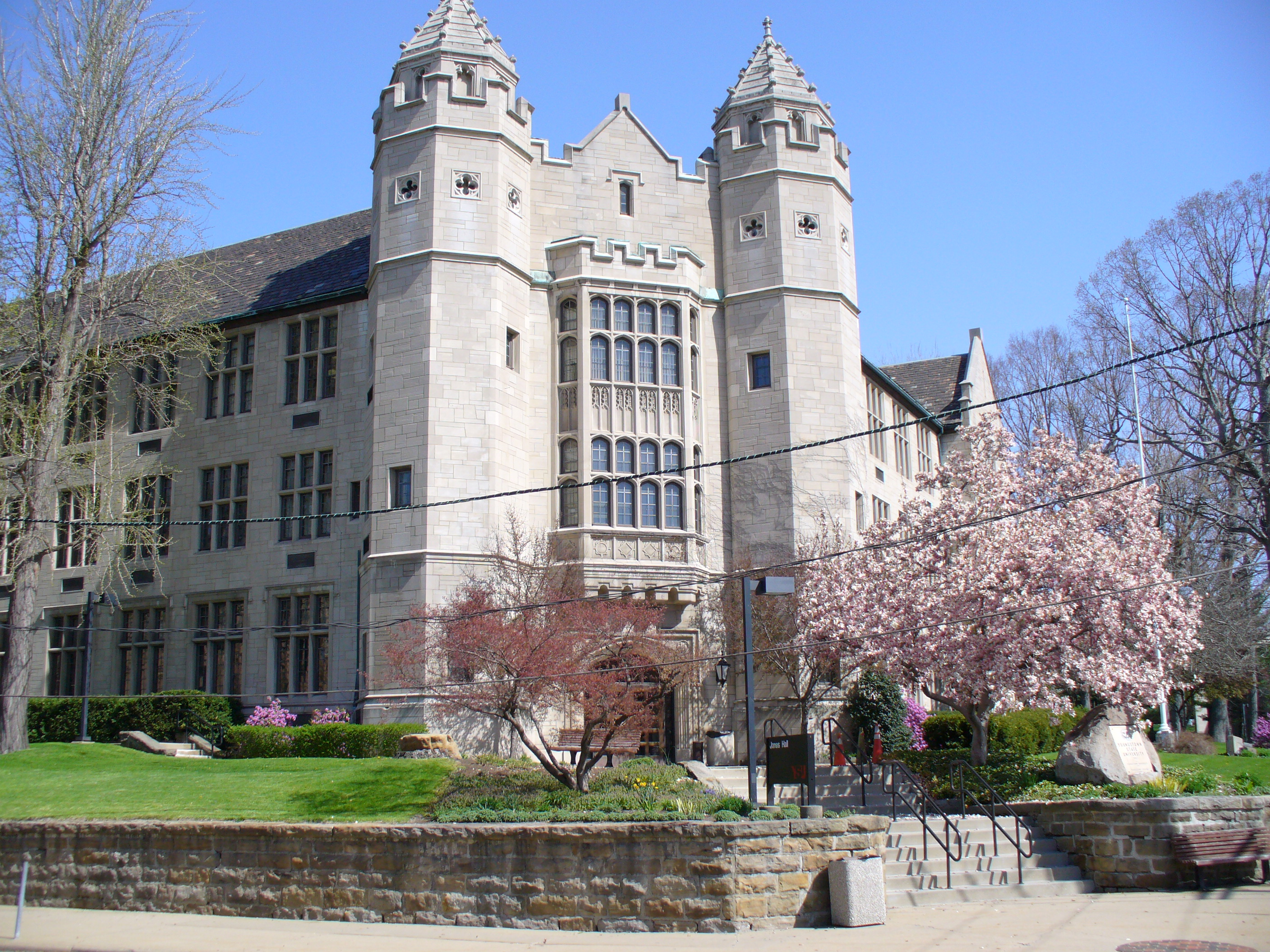
ヤングスタウン州立大学

ヤングスタウン州立大学はダウンタウンの北にキャンパスを構えている。同学は、もともとは地元のYMCAであったが、1908年に大学レベルの講義を開講したのが始まりとなった。その後、同学は1921年にヤングスタウン工科大学に、1928年にヤングスタウン・カレッジに、1955年にヤングスタウン大学に改名し、1967年にオハイオ州の高等教育システムに組み入れられて現在の校名になった。ヤングスタウン州立大学は、かつては地域密着型の大学と考えられていたが、現在では約13,000人の学生を抱え、ヤングスタウン地域以外の出身の学生も数多く在学している。
ヤングスタウン州立大学の数ある学部・プログラムの中でも、特に著名なのはダナ音楽学校である。同校は1869年にウォーレンに音楽の専門学校として設立され、1941年にヤングスタウン・カレッジに統合されたもので、ヤングスタウン州立大学よりも長い歴史を持っており、全米でも最も長い歴史を持つ音楽学校の1つである。2004年以降、ダナ音楽学校で用いられているピアノは全てスタインウェイ・アンド・サンズ社製のものである。
ヤングスタウンにおけるK-12課程は、ヤングスタウン市学区の運営する公立学校によって支えられている。同学区は小学校7校、中学校5校、高等学校4校を運営している。また、同学区はヤングスタウン州立大学と共同で、「アーリー・カレッジ」と呼ばれるプログラムを実施している。これは、高校生が在学中に大学レベルの講義を受け、大学の単位を取得できるというものである。
公立学校のほか、ヤングスタウン市内にはカトリック教会のヤングスタウン司教区の管轄下に置かれている私立学校もある。ヤングスタウン司教区は、かつてはヤングスタウン市域内に20校の学校を有していたが、入学児童・生徒数の著しい減少により、現在では初等教育校2校、中等教育校2校のみが残っている。 
また、ヤングスタウンにはモンテッソーリ教育校も置かれている。1976年に設立されたマホニング・バレー・モンテッソーリ学校は、就学前から8年生までの児童・生徒に、その独特な教育法による教育の機会を与えている。

## 文化

### 演技芸術

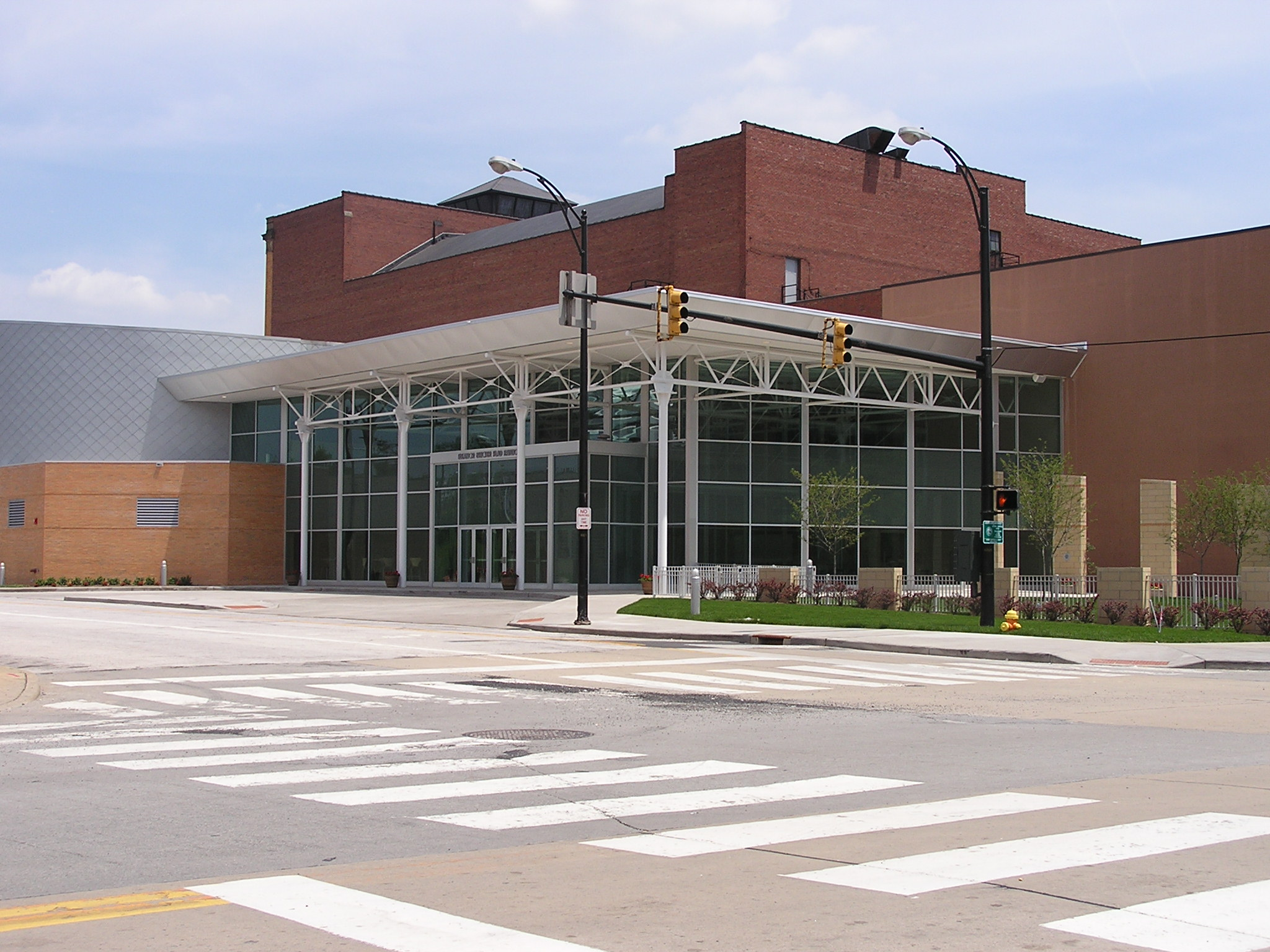
パワーズ講堂

ダウンタウンにはヤングスタウンにおける演技芸術の中心地となっているパワーズ講堂が建っている。この講堂は、もともとは1930年代に建てられた、ワーナー・ブラザースの映画館であった建物を改装して造られたものである。2006年には、この講堂にフォード・リサイタル・ホールが増築された。地元のオーケストラ、ヤングスタウン交響楽団はこのパワーズ講堂を本拠地としている。
ヤングスタウン州立大学の北には、国家歴史登録財に指定されているスタンボーグ講堂が立地している。1926年に建てられたこの新古典主義建築の講堂では、前述のブルース・スプリングスティーンのライブを含め、あらゆるジャンルのコンサートが行われてきた。また、この講堂は貸切で私的な行事に利用されることもあった。スタンボーグ・ユース・コンサート・バンドは、このスタンボーグ講堂を本拠地としている。
ダウンタウンの南西約3kmに立地するヤングスタウン・プレイハウスは、1927年に建てられた、全米でも最古の部類に入るコミュニティ・シアターで、全盛期にはこの種の劇場としては全米最大の規模を誇った。この劇場からブロードウェイやハリウッドへと巣立って行った俳優・女優もいた。また、ダウンタウンに立地するコミュニティ・シアター、オークランド芸術センターでは、演劇、映画、音楽、ダンスなど様々な演技芸術の公演・上演が行われている。

### 美術館・博物館

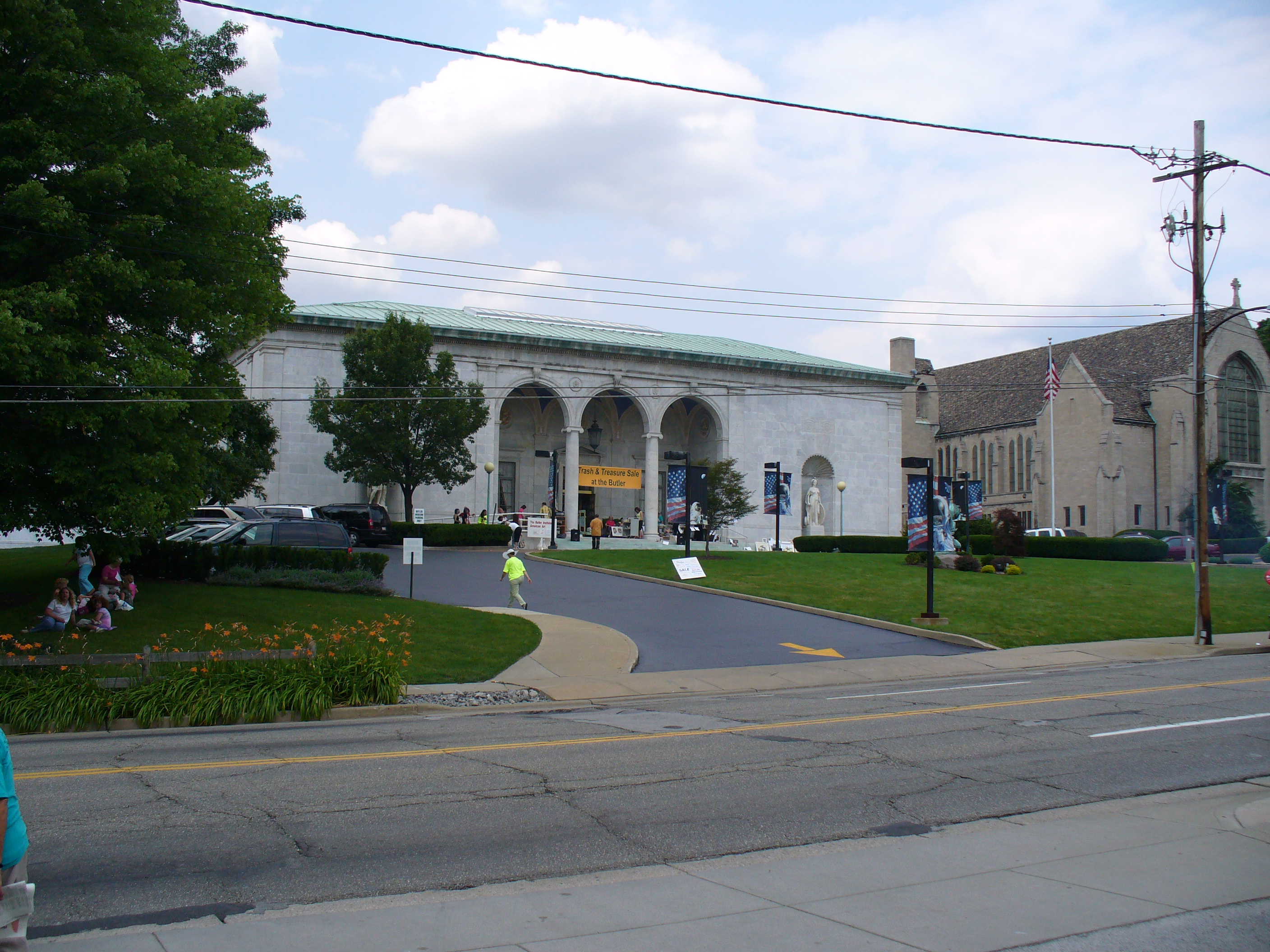
バトラー・アメリカ美術館

ヤングスタウン州立大学の北東角に立地するバトラー・アメリカ美術館は、1919年に地元実業家ジョセフ・G・バトラー・ジュニアが創設した、アメリカ美術作品を集めた美術館としては全米最古のものである。現在では、この美術館には20,000点を超えるアメリカ美術の作品が展示されている。バトラー・アメリカ美術館の向かい側、ヤングスタウン州立大学のキャンパス内には、同学が所有・運営するマクドノフ美術館が建っている。1991年に建てられたこの美術館は、現代美術作品を展示しているほか、学生に芸術プログラムを提供している。
ヤングスタウン州立大学のキャンパス内に建ち、同学の理工学部地学科によって運営されているクラレンス・R・スミス鉱物博物館には、様々な鉱物が展示されている。ヤングスタウン州立大学の北にはアームズ家地域歴史博物館が建っている。マホニング・バレー歴史協会が運営するこの博物館は、もともとは1905年に建てられた地元実業家ウィルフォード・P・アームズとその妻オリーブ・F・A・アームズの豪邸で、当時の家屋、家具、芸術作品、工芸品などを残しながら、この地域の歴史に関連した展示物を展示している。また、ヤングスタウン州立大学のすぐ南、ダウンタウンを見下ろす斜面の上には、ヤングスタウン産業・労働史センターが立地している。オハイオ歴史協会が所有・運営するこの博物館は、マホニング・バレーにおける鉄鋼生産の歴史に特化した展示物を展示している。
その他には、ダウンタウンに立地するインタラクティブ教育型博物館、バレー子供博物館や、市の北側にトッド・エンジン財団が建設した野外博物館、トッド・エンジン遺産公園がある。トッド・エンジン遺産公園には、ヤングスタウンの鉄鋼産業で実際に使われた機器が展示されている。園内の主要な展示物としては、1914年にウィリアム・トッド社が製作し、ヤングスタウン・シート・アンド・チューブのブライアー・ヒル工場で使われていた圧延蒸気エンジンが挙げられる。

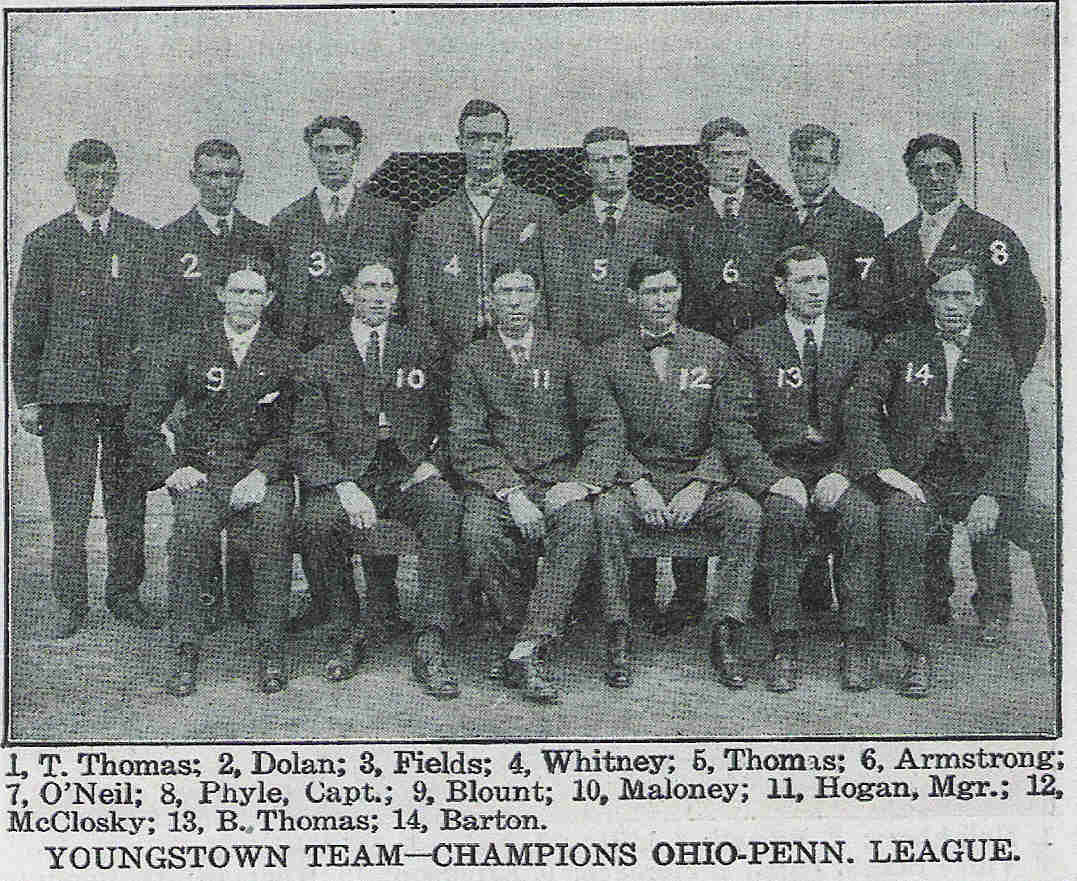
ヤングスタウン・オハイオワークス（1905年）

### スポーツ
ヤングスタウンにはメジャーのプロスポーツこそ存在しないものの、下部リーグのチームはいくつか置かれてきた。1902年には、この地にはヤングスタウン・オハイオワークスというチームが創設された。オハイオワークスは1905年に創設されたオハイオ・ペンシルベニアリーグに加入した。オハイオワークスは1905年、翌1906年と連覇を果たしたが、1907年のシーズン前に売却され、ヤングスタウンを去った。その後も、ヤングスタウンにはいくつかのマイナーリーグの野球チームが置かれてきた。現在では、1999年に創設されたクリーブランド・インディアンス傘下のショートシーズンAクラスのチーム、マホニングバレー・スクラッパーズがヤングスタウン北西郊のナイルズに本拠を置いている。スクラッパーズはイーストウッド・モールの裏手に立地するイーストウッド・フィールドを本拠地とし、ニューヨーク・ペンリーグに所属している。

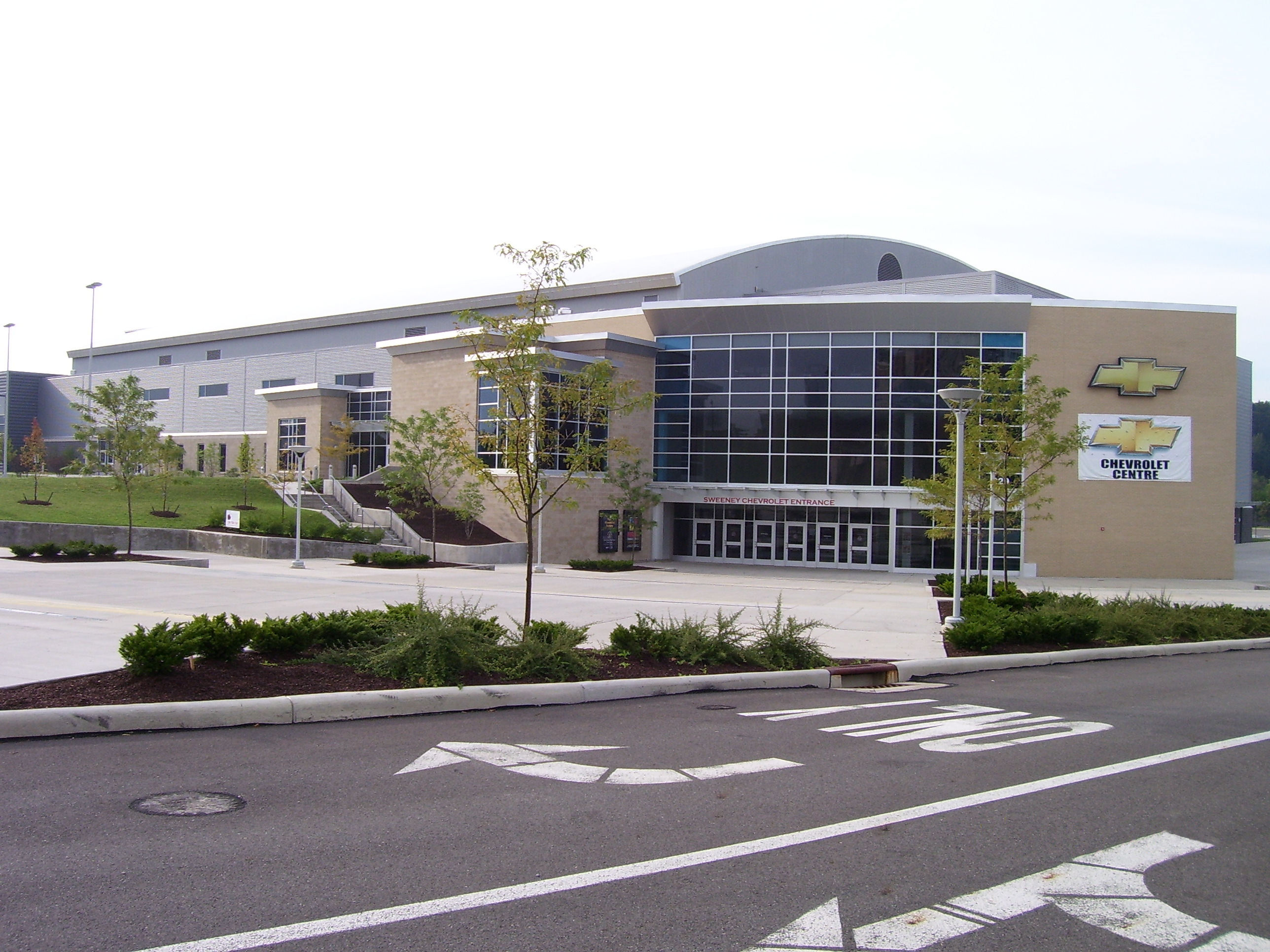
コベリ・センター

2005年10月に国から2600万ドルの補助金を受けて、放置された製鉄所の跡地に建設されたハイテク屋内競技場、コベリ・センターでは、アイスホッケーやアリーナフットボールの試合のほか、アイスショーなどの催し物も行われている。この競技場は、2009年に若年者ホッケーリーグの最高峰に立つUSHLに昇格したヤングスタウン・ファントムズが本拠地としている。また、2007年から2009年までは、アリーナフットボールリーグの下部リーグ、af2のマホニングバレー・サンダーがこの競技場を本拠地としていたが、集客数の減少を理由に、わずか3シーズンでサンダーは運営停止となった。市はコベリ・センターに隣接する空き地に公園、川沿いの遊歩道、野外劇場、市内の公立・私立学校用の体育館などを設置する開発計画を立てている。
また、ヤングスタウン州立大学のスポーツチーム、ペンギンズも地元では重要である。特に、同学のフットボールチームはジム・トレッセル監督に率いられた1990年代には強く、1991年、1993年、1994年、1997年と4度のディビジョンI-AA優勝、および1992年、1999年と2度の準優勝に輝いた。トレッセルは2000年のシーズン終了後にヤングスタウンを去り、全米屈指の強豪の1つであるオハイオ州立大学バックアイズの監督に就任した。ペンギンズのフットボールチームはディビジョンIのチャンピオンシップ・サブディビジョン（旧I-AA）のミズーリ・バレー・フットボール・カンファレンスに、フットボール以外のスポーツのチームはディビジョンIのホライズン・リーグに所属している。

### 公園
| ミル・クリーク・パーク左: ランターマンズ・ミル / 右: シンデレラ・ブリッジ  |  | ミル・クリーク・パーク左: ランターマンズ・ミル / 右: シンデレラ・ブリッジ |
| ミル・クリーク・パーク 左: ランターマンズ・ミル / 右: シンデレラ・ブリッジ |  |                                                                           |

市の南西から流れ、ダウンタウンの西でマホニング川に合流するミル・クリーク沿いには、約8kmにわたってミル・クリーク・パークという公園が広がっている。ワシントンD.C.のロック・クリーク・パークに倣って1891年に整備されたこの公園は、オハイオ州内では最も古い公園地区である。この公園は2005年に国家歴史登録財に指定された。
ミル・クリーク・パークの園内にはランターマンズ・ミル、フェローズ・リバーサイド庭園、デービス・ビジター・センター、フォード自然センター、「シンデレラ・ブリッジ」と呼ばれる鉄製の吊り橋などが保存・設置されている。ランターマンズ・ミルは19世紀中盤に建てられた製粉所を修復したものである。この製粉所ではかつてとうもろこし、小麦、蕎麦などが挽かれていた。約48,560m²の広さを持つフェローズ・リバーサイド庭園には四季折々に、様々な花が咲き誇っている。この庭園内に立地するデービス・ビジター・センター内には、ミル・クリーク・パークの歴史的な事物を展示する博物館や、図書館、アートギャラリー、展望台、土産物屋がある。また、デービス・ビジター・センターには講堂、喫茶店、会議室、教室も設けられており、結婚式やパーティー、会議などにも使用することができる。フォード自然センターはオハイオ州北東部の自然に関する事物を展示しているほか、様々な自然教育プログラムを催している。シンデレラ・ブリッジは1895年にミル・クリークの両岸を結ぶために架けられた、園内で最も古い橋である。この橋は2007年に補修された。
また、園内には2つのゴルフコースをはじめとする、様々なレクリエーション施設も設けられている。園内の南北2つのゴルフコースはいずれも18ホール、パー70である。南コースは比較的平坦で、木々の立ち並ぶフェアウェイが特徴的なコースである。一方、北コースは起伏に富んだ地形を活かしたコースとなっている。このゴルフコースのほかにも園内には、野球・ソフトボール場、サッカー・フットボール場、テニスコート、バレーボールコート、ピクニック場などが設けられている。

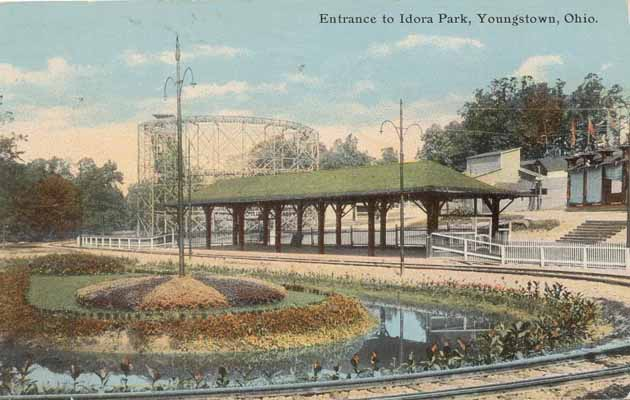
アイドラ・パーク（1910年代）

より小規模なレクリエーション施設としては、ヤングスタウン州立大学の北に立地するウィック・パークが挙げられる。ウィック・パークの周辺はウィック・パーク歴史地区と呼ばれており、テューダー様式、ビクトリア様式、スペイン植民地復古様式の家屋が建ち並んでいる。これらの家屋はヤングスタウンが成長期にあった20世紀初頭に、地元実業家などが建てたものである。
かつてはヤングスタウンにも遊園地があった。アイドラ・パークは1899年に開園した遊園地で、ジェットコースター、プール、舞踏室などのアトラクションが設置されていた。アイドラ・パークはサンダスキーのシダーポイントやペンシルベニア州北西部のコンノート湖畔公園など、より規模の大きい遊園地まで足を運ばなくても遊べる遊園地として客を集めていた。しかし、1970年代以降の地域経済の衰退のあおりを受け、アイドラ・パークは1984年に閉園となった。ジャック・L・ワーナーは自叙伝にて、「『大列車強盗』のコピーを、アイドラ・パークをはじめとする地元各所で撮影したことをきっかけに、ワーナー・ブラザースは映画産業に足を踏み入れた」と述べている。

## 人口動態

### 人種・民族の多様性
産業の発展はマホニング・バレーにおける人種・民族構成の多様化を促した。初期には、この地の石炭産業がウェールズ系、ドイツ系、アイルランド系の移民を呼び寄せた。19世紀後半に入って鉄鋼産業が確立されると、東欧系、イタリア系、ギリシャ系の移民も移入してくるようになった。20世紀初頭には、中東系の移民が移入してきた。また、この頃にはアメリカ合衆国内からも、アフリカ系の住民が移入し、主に地域の鉄鋼業に従事した。1919年の全米規模の鉄鋼ストライキの際、地元実業家は南部から何千人もの労働者を雇い入れた。その時雇われた労働者の多くはアフリカ系であった。
しかし1920年代に入ると、マホニング・バレーはクー・クラックス・クラン（KKK）の活動の中心地となり、排外主義的な思想がこの地に広まった。1924年にナイルズで起こったKKKメンバーとイタリア系・アイルランド系住民との衝突は、オハイオ州知事が戒厳令を敷いたほどのものであった。その後、KKKのこの地における活動は1928年頃には弱まり、1931年にはカンフィールドに置かれていたKKKの活動拠点が売却された。しかし、地元の白人の間での人種差別的な思想はその後も残り、アフリカ系の鉄鋼労働者は何十年もの間、職場において人種差別に遭っていた。
1940年代に入ると、南部の農業が機械化され、あぶれた農夫が職を求めてこの地に流入してきた。第二次世界大戦後には、隆盛を迎えていたこの地の鉄鋼業に就くべく、何千人もの労働者が流入し、人種構成・民族構成の多様化は一層進んだ。1950年代に入ると、ヒスパニック系の住民が著しく増えた。
人種・民族の多様化を促してきたヤングスタウンの産業は1970年代に入って衰退に向かい、人口もそれに伴って激減したが、人口構成の多様性のほうはそれ以降も残った。2020年の国勢調査では、アフリカ系の住民は総人口の約42%、ヒスパニック系の住民は総人口の約10.9%を占めるという結果が出た。

### 貧困
ヤングスタウンでは貧困が大きな問題となっている。2020年の国勢調査時、ヤングスタウンにおける世帯収入の中央値は28,822ドルでオハイオ州全体の数値（56,602ドル）の約1/2、また人口1人あたりの収入は18,623ドルで、やはりオハイオ州全体の数値（31,552ドル）を大きく下回っていた。また、人口に対する貧困率は35.2%にのぼっていた。

### 都市圏人口
ヤングスタウンの都市圏、および広域都市圏を形成する各郡の人口は以下の通りである（2020年国勢調査）。
ヤングスタウン・ウォーレン・ボードマン都市圏
| 郡           | 州               | 人口      |
| ------------ | ---------------- | --------- |
| マホニング郡 | オハイオ州       | 228,614人 |
| トランブル郡 | オハイオ州       | 201,977人 |
| マーサー郡   | ペンシルベニア州 | 110,652人 |
| 合計         | 合計             | 541,243人 |

ヤングスタウン・ウォーレン広域都市圏
| 都市圏/小都市圏                              | 郡                                           | 州                                           | 人口      |
| -------------------------------------------- | -------------------------------------------- | -------------------------------------------- | --------- |
| ヤングスタウン・ウォーレン・ボードマン都市圏 | ヤングスタウン・ウォーレン・ボードマン都市圏 | ヤングスタウン・ウォーレン・ボードマン都市圏 | 541,243人 |
| セーラム小都市圏                             | コロンビアナ郡                               | オハイオ州                                   | 101,877人 |
| 合計                                         | 合計                                         | 合計                                         | 643,120人 |

### 市域人口推移
以下にヤングスタウン市における1870年から2020年までの人口推移をグラフおよび表で示す。
| 統計年 | 人口      |
| ------ | --------- |
| 1870年 | 8,075人   |
| 1880年 | 15,435人  |
| 1890年 | 33,220人  |
| 1900年 | 30,667人  |
| 1910年 | 79,066人  |
| 1920年 | 132,358人 |
| 1930年 | 170,002人 |
| 1940年 | 167,720人 |
| 1950年 | 168,330人 |
| 1960年 | 166,688人 |
| 1970年 | 139,788人 |
| 1980年 | 115,427人 |
| 1990年 | 95,787人  |
| 2000年 | 82,026人  |
| 2010年 | 66,982人  |
| 2020年 | 60,068人  |

## 姉妹都市
ヤングスタウンは以下3都市と姉妹都市提携を結んでいる。
- アル・ビレ（パレスチナ）
- サレルノ（イタリア）[107]
- スピシュカーノヴァーヴェス（スロバキア）[108]

また、ウォーレンと共同で、以下2都市とも提携を結んでいる。
- アッコ（イスラエル）
- 徳州市（中華人民共和国山東省）

## 註
1. 1 2  Turner, Leanne. Youngstown Archived 2007年6月21日, at the Wayback Machine.. Youngstown State University.
2. ↑  Bruno, p.10.
3. 1 2  Youngstown 2010. City of Youngstown.
4. ↑  QuickFacts: Youngstown city, Ohio. United States Census Bureau. 2020年.
5. 1 2 3 4  QuickFacts. United States Census Bureau. 2020年.
6. ↑  Breckenridge, Tom. The Tech Belt Initiative to link Cleveland, Youngstown, Pittsburgh to share gains, dollars. Cleveland, Ohio: Plain Dealer. 2008年11月4日.
7. ↑  Knowing Youngstown: John Young's Land Purchase. The Youngstown Daily Vindicator. p.7. 1924年10月15日.
8. ↑  Aley, pp.28-29.
9. ↑  Blue, et al, pp.15-16.
10. 1 2  Blue, et al, p.13.
11. ↑  Cleveland: A Bicentennial Timeline. The Encyclopedia of Cleveland History. Cleveland, Ohio: Case Western Reserve University.
12. ↑  Blue, et al, pp.16-17.
13. ↑  Blue, et al, p.15.
14. ↑  Blue, et al, pp.17-18.
15. ↑  Blue, et al, p.18.
16. ↑  Aley, pp.98-99.
17. ↑  Blue, et al, pp.33-35.
18. ↑  Blue, et al, pp.35-36.
19. ↑  Blue, et al, p.20.
20. ↑  Blue, et al, p.42.
21. ↑  Blue, et al, p.37.
22. ↑  Blue, et al, pp.66-67.
23. 1 2 3  Blue, et al, p.94.
24. 1 2  Fuechtmann, p.16.
25. ↑  Bethlehem Merger Great Blow of Last Years. The Youngstown Daily Vindicator. 1933年9月21日.
26. ↑  Fuechtmann, p.14.
27. ↑  Death Ends J. A. Campbell's Career; Sudden Attack Is Fatal to Sheet & Tube's Builder. The Youngstown Vindicator. 1933年9月21日.
28. ↑  Bethlehem Cancels Youngstown Deal; Grace Announces $970,000,000 Merger Is Unfeasible. The New York Times. 1931年10月18日.
29. 1 2 3 4 5 6  Shellock, Marie. Defining moment in local labor history occurred 70 years ago. The Metro Monthly. 2007年6月.
30. ↑  Gaug, Andrew and Guy D'Astolfo. Strike marker reinstated at new location. The Vindicator. 2007年5月31日.
31. 1 2  Fuechtmann, pp.41-43.
32. ↑  Bruno, pp.9-10.
33. ↑  Fuechtmann, p.5.
34. ↑  Linkon and Russo, pp.42-46.
35. ↑  Bruno, p.149.
36. ↑  Linkon and Russo, pp.131-132.
37. ↑  Linkon and Russo, pp.1-2.
38. ↑  Lyne, Jack. GM Doling Out $500M to Build New Model in North Ohio. Site Selection Online Insider. 2002年.
39. ↑  Washington, Frank. Buffing Up an Old Classic - Avanti Drives Again. Vol.CXIII. p.46. Newsweek. 1989年4月3日.
40. 1 2  Shilling, Don. $2M will expand incubator. The Vindicator. 2006年9月8日.
41. ↑  Top Inc. 5000 Companies by Industry 2007 - Software. Inc. Magazine. 2007年.
42. ↑  Rowlands, Rick. Stambaugh Building. Youngstown Steel Heritage Preservation. 2008年6月10日.
43. ↑  City unveils its new logo. The Vindicator. 2006年9月21日.
44. ↑  Skolnick, David. City is looking up expert says. The Vindicator. 2006年5月4日.
45. ↑  Nasser, Haya El. As older cities shrink, some reinvent themselves. USA TODAY. 2006年12月26日.
46. ↑  Aley, pp.8-9.
47. 1 2  Historical Weather for Youngstown, Ohio, United States of America. Weatherbase.com.
48. 1 2 3  Codified Ordinances of Youngstown, Ohio. City of Youngstown. Codified, edited and prepared for publication by The Walter H. Drane Company.
49. ↑  Blue, et al, p.113.
50. ↑  Heltzel, Bill. Mob Rule in Youngstown. p.C-1. The Pittsburgh Post-Gazette. 1997年12月7日.
51. ↑  Grann, David. Crimetown USA - The city that fell in love with the mob. p.23. The New Republic. 2000年7月10日.
52. ↑  Clines, Francis X. Imprisoned fathers tell their children: don't follow in our footsteps. pp.9-10. The New York Times. 2000年7月2日.
53. ↑  Zero tolerance means numerous changes. The Vindicator. 2007年2月16日.
54. ↑  Milliken, Peter H. Gary, Ind., police tour Youngstown to exchange crime-fighting ideas. The Vindicator. 2009年10月14日.
55. ↑  2008 City Crime Rankings. CQ Press. 2008年.（PDFファイル）
なお、2009年以降はヤングスタウンの人口が75,000人を切ったため、モーガン・クイットノーの当該レポートの集計対象から外れている。
56. ↑  Youngstown-Warren Rgnl. (Form 5010) Airport Master Record. Federal Aviation Administration. 2014年2月4日.
57. ↑  YNG Airport - Arrival/Departure Information. Youngstown-Warren Regional Airport. 2014年.
58. ↑  Bus Routes. Western Reserve Transit Authority. 2009年9月14日
59. ↑  WRTA Youngstown. Western Reserve Transit Authority.
60. ↑  Youngstown, Ohio. Greyhound Lines, Inc.
61. ↑  Banquet Hall Information. The B & O Station Banquet Hall.
62. ↑  Gwin, Harold. Unofficial historian: Y gave YSU its start. The Vindicator. p.B-1. 2007年10月14日.
63. ↑  Welcome, History of the Dana School of Music. Dana School of Music, Youngstown State University.
64. ↑  Our Schools. Youngstown City School District.
65. ↑  Youngstown Early College. Youngstown State University.
66. ↑  Gwin, Harold. Final bell tolls for two schools. The Vindicator. 2006年6月7日.
67. ↑  About our school Archived 2007年8月18日, at the Wayback Machine.. The Montessori School of the Mahoning Valley.
68. ↑  A Sam Warner Memorial - Brothers Will Build a $1,000,000 Movie Theatre in Youngstown. p.31. The New York Times. 1930年3月19日
69. ↑  The DeYor: An Entertainment Destination. DeYor Performing Arts Center.
70. ↑  Stambaugh Online. Stambaugh Auditorium.
71. ↑  History of the Youngstown Playhouse. Youngstown Playhouse.
72. ↑  A Citizen's Guide to Youngstown. p.46. Youngstown, Ohio: The League of Women Voters of Greater Youngstown. 2000年.
73. ↑  About the Butler. Butler Institute of American Art.
74. ↑  McDonough Museum of Art. Youngstown State University.
75. ↑  Clarence R. Smith Mineral Museum. Youngstown State University.
76. ↑  The Arms Family Museum of Local History. Mahoning Valley Historical Society.
77. ↑  Youngstown Historical Center of Industry & Labor. Discover Ohio. Division of Tourism, The Ohio Department of Development.
78. ↑  Tod Engine Page. Tod Engine Foundation.
79. ↑  Holl, Jim. Ohio-Pennsylvania League of 1905. Society for American Baseball Research. 2003年9月18日.
80. ↑  Why Hogan Withdrew. The Youngstown Vindicator. 1907年2月24日.
81. ↑  Skolnick, David. Sealing the deal on Chevrolet Centre. The Vindicator. 2005年11月18日.
82. ↑  Mahoning Valley Thunder Faces Defeat Archived 2011年7月18日, at the Wayback Machine.. WKBN. 2009年9月9日.
83. ↑  Youngstown Thunder af2 Team Folds. Youngstown Vindicator. 2009年9月9日.
84. ↑  The Official Site of Youngstown State Athletics. Youngstown State University.
85. ↑  Gwin, Harold. Ceremony marks placement on National Register. The Vindicator. 2006年6月14日.
86. ↑  Lanterman's Mill. Mill Creek MetroParks.
87. ↑  Fellows Riverside Gardens. Mill Creek Metro Parks.
88. ↑  D.D. and Velma Davis Education & Visitor Center. Mill Creek MetroParks.
89. ↑  Ford Nature Education Center. Mill Creek MetroParks.
90. ↑  Suspension Bridge. Mill Creek MetroParks.
91. ↑  Silver Bridge Shines Again. p.B-1. The Vindicator. 2007年11月21日.
92. ↑  Mill Creek Golf Course: An Outstanding Golf Experience. Mill Creek MetroParks.
93. ↑  James L. Wick, Jr. Recreation Area. Mill Creek MetroParks.
94. ↑  Pellegrini, Mary Ellen. Wick Park historic district - three groups will work together to ensure that striking neighborhoods will be preserved. The Vindicator. 2007年1月22日.
95. ↑  Knepper, p.432.
96. ↑  Warner, pp.49-54.
97. ↑  Blue, et al, p.69.
98. ↑  Brody, pp.254-255.
99. ↑  Jenkins, p.19.
100. ↑  Jenkins, p.137.
101. ↑  Aley, p.259.
102. ↑  Bruno, pp.155-156.
103. ↑  Linkon and Russo, p.42.
104. ↑  Lemann, pp.3-58.
105. ↑  Linkon and Russo, pp.41-42.
106. ↑  Gibson, Campbell. Population of the 100 Largest Cities and Other Urban Places in the United States: 1790 to 1990. US Census Bureau. 1998年6月.
107. ↑  President's Report. p.4. Youngstown State University. 2004年.（PDFファイル）
108. ↑  Sister Cities. Youngstown Spišská Nová Ves Sister Cities Program, Inc.
109. ↑  Youngstown, Warren to sign Sister-City pacts with cities in China, Israel on Monday. Youngstown Vindicator. 2011年5月22日.